# دیوید پراون
دیوید پراون (انگلیسی: David Provan؛ زادهٔ ۸ مهٔ ۱۹۵۶) بازیکن فوتبال اهل اسکاتلند بود.
از باشگاه‌هایی که در آن بازی کرده‌است می‌توان به باشگاه فوتبال کیلمارنوک و باشگاه فوتبال سلتیک اشاره کرد.
وی همچنین در تیم‌های ملی فوتبال زیر ۲۱ سال اسکاتلند و اسکاتلند بازی کرده‌است.